# Sawczyn (województwo podlaskie)
Sawczyn – kolonia w Polsce położona w województwie podlaskim, w powiecie wysokomazowieckim, w gminie Ciechanowiec.
W latach 1975–1998 miejscowość administracyjnie należała do województwa łomżyńskiego.